# Louis Van Kuyck
Jean Louis Van Kuyck  (Antwerpen, 4 augustus 1821 - Antwerpen, 3 juli 1871) was een Belgisch kunstschilder en graficus.

## Familiekundige gegevens
Hij was een zoon van Antoine Van Kuyck, kopergieter, afkomstig van Oosterhout, en Barbe van Audenaeren uit Neerhespen.  Gehuwd met Marie Lamorinière (1829-1899). Overleden in Antwerpen op 3 juli 1871.  Hij was de vader van kunstschilder Frans Van Kuyck en zwager van kunstschilder Frans Lamorinière; overgrootvader van zeeman Hugo van Kuyck.
Hij woonde in de Herentalsstraat 62 in Antwerpen

## Levensloop
Aanvankelijk was Louis (eigenl. Jean-Louis) Van Kuyck uurwerkmaker, maar hij koos om onduidelijke redenen voor het beroep van kunstschilder. Van Kuyck ontving zijn opleiding aan de Antwerpse Kunstacademie in de Mutsaertstraat onder leiding van Gustaaf Wappers en Mattheus Ignatius van Bree. Studiegenoten waren onder meer Edouard Hamman, Auguste Serrure, Jozef Janssens de Varebeke en Sebastiaan Pittoors.  Hij debuteerde, net als zijn leermeesters, met historische taferelen en genrestukken.
In het Salon van 1843 in Antwerpen stelde hij “Fransken” tentoon, een personage uit de novelle “Hoe men schilder wordt” van Hendrik Conscience . Dat werk was in zoverre innoverend dat het een thema van een eigentijdse Vlaamse auteur uitbeeldde. In het Salon van 1846 exposeerde hij “Henri IV bij de molenaar Michaud”, de uitbeelding van een historisch fait-divers (in die tijd een nogal populaire trend binnen de genreschilderkunst); en in 1849 het genrestuk “Wijn, liefde en tabak”.  
Kort nadien verengde hij zijn thematiek tot de dierenschilderkunst.  Zijn voorkeur ging daarbij bovendien naar scènes met paarden en paardenstallen.  Dat thema zou zijn hele latere oeuvre beheersen :
- Tentoonstelling van Levende Meesters 1857, Den Haag : “De losgebroken stier”
- Salon 1859 Kortrijk : “Stalinterieur nabij Antwerpen”, “Neerhof” en “Ingang van een Vlaamse hoeve”.
- Tentoonstelling van Levende Meesters 1859, Den Haag : “Een stal in de omstreken van Antwerpen
- Tentoonstelling van Levende Meesters 1863, Den Haag : “De terugkeer naar buiten”

Een zeer opmerkelijk fait-divers kruidde de loopbaan van Van Kuyck. Toen de Britse koningin Victoria in 1852 van een bezoek aan koning Leopold I naar Engeland terugvoer, moest haar vaartuig tijdens een storm op 15 augustus 1852 noodgedwongen voor anker gaan op de Westerschelde bij Terneuzen. Terneuzen Toen de storm was gaan liggen, ging het koninklijk gezelschap met een sloep aan wal. Tijdens een rondrit bezocht zij een boerderij. Via Leopold I bestelde Koningin Victoria naderhand een olieverfschilderij van de bewuste boerderij. Van Kuyck kreeg de opdracht toegewezen. Dit alles is te volgen in de dagboeken van de koningin.  
Louis Van Kuyck werd naar verluidt met tyfus besmet tijdens het verzorgen van zijn zoon Frans, die aan die ziekte leed. Frans herstelde, maar Jean-Louis overleed aan de gevolgen.

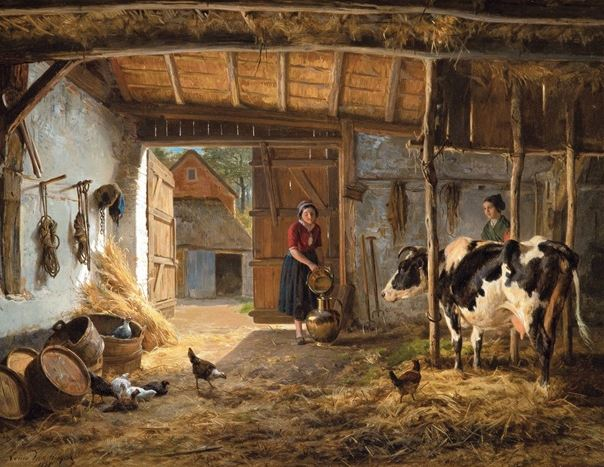
Stal
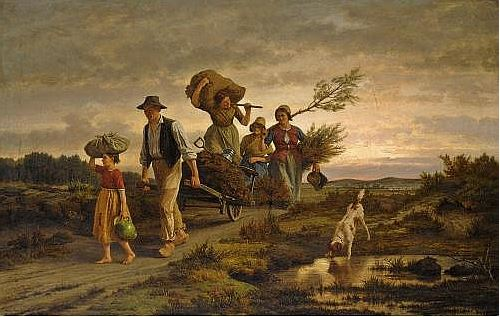
Terug van de oogst
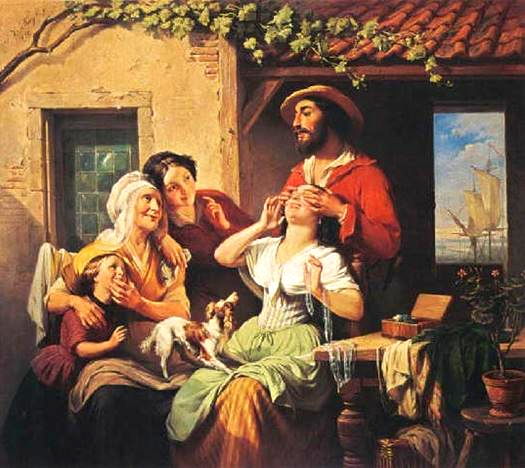
Verrassing
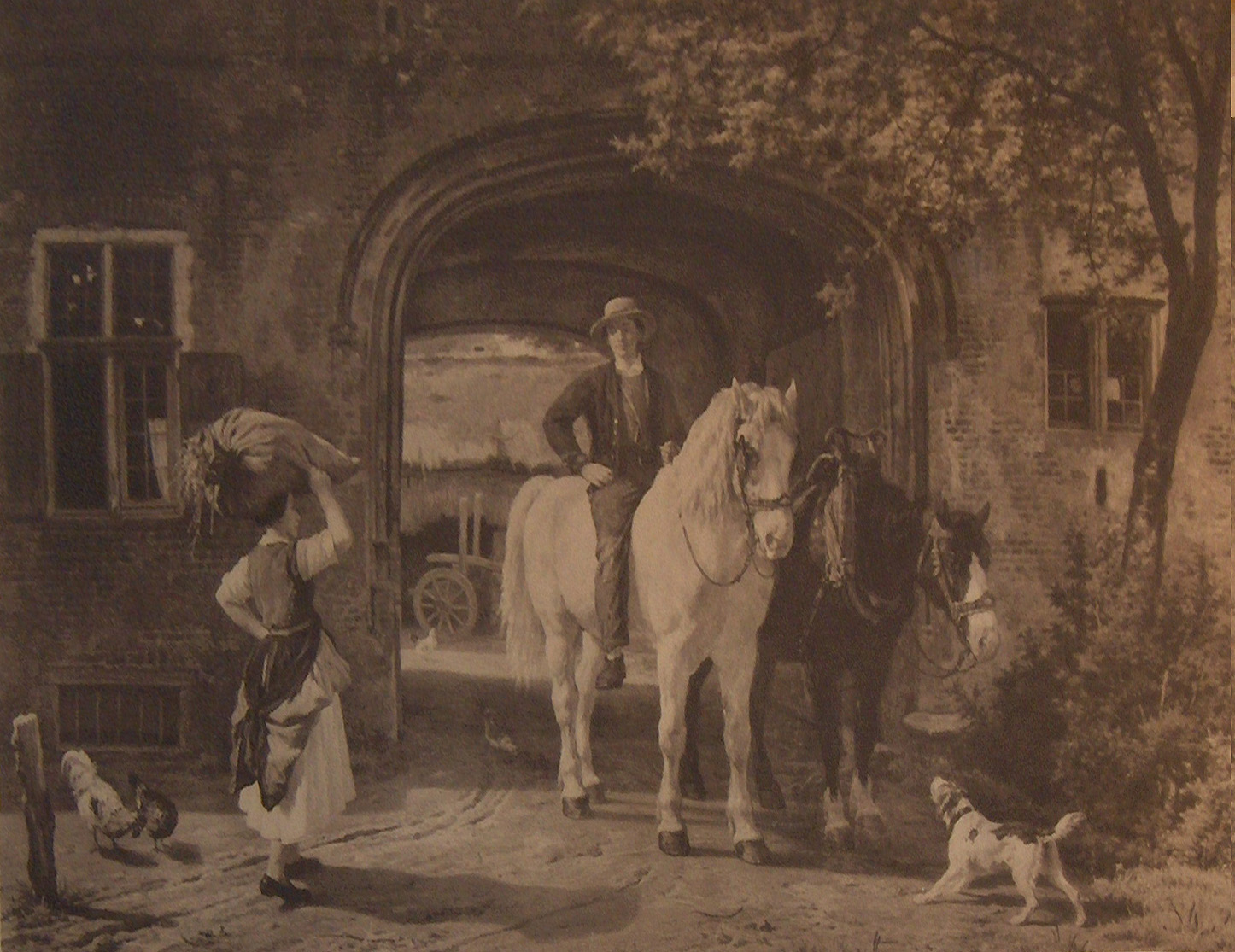
Vertrek naar het veld (ets)

## Musea
- Antwerpen, Koninklijk Museum voor Schone Kunsten: “Vertrek naar het veld”, uit 1870 (aangekocht in 1873), “Stalinterieur” uit 1865 (aangekocht in 1883), “Studie” (gift);
- Brussel, Koninklijke Musea voor Schone Kunsten: “Stal van een Vlaamse boerderij”, 1867 (verloren);
- Brussel, Koninklijke Verzameling: “Paarden op stal” (1863)
- Windsor Castle, Britse koninklijke Verzameling (GB) : “Boerderij in Terneuzen” (1852).

## Iconografie
Het Kon. Museum voor Schone Kunsten van Antwerpen bezit een portretbuste van Van Kuyck door Jacques de Braekeleer.